# Jacopo Cullin
Jacopo Cullin (Cagliari, 11 aprile 1982) è un attore e regista cinematografico italiano.

## Biografia
Nel 1998 frequenta dei corsi di recitazione in Sardegna. Nel 2004 diventa famoso al pubblico isolano grazie alle sue apparizioni nel programma comico dei Lapola dal titolo Come il calcio sui maccheroni, trasmesso in prima serata dall'emittente televisiva sarda Videolina. 
Tra il 2005 e il 2006 si esibisce nei più importanti teatri/anfiteatri della Sardegna con lo spettacolo dal titolo 6 in me!, chiudendo il tour all'Anfiteatro Romano di Cagliari. 
Nel 2006 si trasferisce a Roma e frequenta seminari di recitazione. Diventa membro dell'Actor's Center Rome. 
Nel 2007 torna all'Anfiteatro Romano di Cagliari con lo spettacolo dal titolo Non ricordo nulla!. Sempre nel 2007 a Roma è protagonista della commedia Qualcosa di rosso scritta e diretta da Benedetta Buccellato.
Nel 2008 partecipa al film TV Le ali in onda su Rai 1 ed è co-protagonista della prima sit-com per i telefoni cellulari e internet Room4U Ospite Perfetto. Nel 2009 partecipa al film TV Al di là del lago, diretto da Stefano Reali.
Nel 2010 è coprotagonista della serie TV Al di là del lago diretta da Raffaele Mertes. Nello stesso anno organizza e dirige lo spettacolo di beneficenza Centu Concas Una Berrita. Il ricavato della serata è devoluto all'Associazione Italiana Sclerosi Laterale Amiotrofica Sardegna.
Nel 2011 è co-protagonista della mini serie Angeli e diamanti diretta da Raffaele Mertes.
Nel 2012 scrive, dirige e interpreta il cortometraggio Buio.
Nel 2013 è protagonista del film L'arbitro, selezionato nella sezione Giornate degli autori della Mostra del cinema di Venezia. Sempre nel 2013 dirige il cortometraggio Special Olympics e Gigi Riva per l'apertura dei giochi estivi Special Olympics.
Nel 2014 è tra i protagonisti del film Crushed Lives - Il sesso dopo i figli, diretto da Alessandro Colizzi, e partecipa al film La buca, di Daniele Ciprì.
Nel 2015 il regista Gianfranco Cabiddu lo chiama per il suo film La stoffa dei sogni, presentato alle preaperture del Festival internazionale del film di Roma. Sempre nel 2015 dirige il cortometraggio Non aver paura, per la sensibilizzazione alla donazione del sangue.
Nel 2019 Cullin è il protagonista del film L'uomo che comprò la Luna, film partecipante alla Festa del cinema di Roma del 2018.
Nel 2021 raggiunge la notorietà a livello nazionale, per il ruolo dell'agente Lello Esposito nella serie di Rai 1 Le indagini di Lolita Lobosco (stagioni 1 - 2). 
Nel 2023 interpreta il ruolo del brigadiere Ciappa nel film per la TV  Napoli Milionaria!

## Filmografia

### Attore

#### Cinema
- L'arbitro, regia di Paolo Zucca (2013)
- Crushed Lives. Il sesso dopo i figli, regia di Alessandro Colizzi (2014)
- La buca, regia di Daniele Ciprì (2014)
- Bianco di Babbudoiu, regia di Igor Biddau (2015)
- La stoffa dei sogni, regia di Gianfranco Cabiddu (2016)
- L'uomo che comprò la Luna, regia di Paolo Zucca (2018)
- Esterno notte, regia di Marco Bellocchio (2022)

#### Televisione
- Le ali, regia di Andrea Porporati - film TV (2008)
- Al di là del lago, regia di Stefano Reali - film TV (2009)
- Al di là del lago, regia di Raffaele Mertes - serie TV (2010-2011)
- Angeli e diamanti, regia di Raffaele Mertes - serie TV (2011)
- Limbo, regia di Lucio Pellegrini  – film TV (2015)
- Liberi sognatori - Emanuela Loi, regia di Stefano Mordini - film TV (2017)
- Le indagini di Lolita Lobosco, regia di Luca Miniero e Renato De Maria - serie TV (2021-2024)
- Napoli milionaria!, regia di Luca Miniero - film TV (2023)

#### Webserie
- L'ospite perfetto – Room 4U, regia di Cosimo Alemà e Daniele Persica (2008)